# Việt vương Vô Chuyên
Việt vương Vô Chuyên (chữ Hán: 越王無顓), tên thật là Lạc Vô Chuyên (雒無顓) hay Lạc Thảm Trục Mão (雒菼蠋卯), là vị vua thứ 42 của nước Việt, chư hầu nhà Chu trong lịch sử Trung Quốc.
Vô Chuyên là con của Việt vương Vô Dư, vua thứ 41 của nước Việt. Năm 361 TCN, Vô Dư qua đời, Vô Chuyên lên nối ngôi.
Năm 343 TCN, Việt vương Vô Chuyên qua đời. Ông ở ngôi 18 năm. Con ông là Vô Cương lên nối ngôi.